# Лілі Картер
Ніколь Вуд (англ. Nicole Wood, 15 квітня 1990, Орегон, США), відома як Лі́лі Ка́ртер (англ. Lily Carter) — американська порноакторка.

## Життєпис
Починала вебкам-моделлю. Потрапила в порноіндустрію в 20 років, у 2010 році.
Псевдонім походить від акторки Лінди Картер, яка грала Диво-жінку в телесеріалі «Диво-жінка» (1975—1979).
Спрівпрацювала з порностудіями Hustler, Digital Sin, Elegant Angel і Naughty America. Ідентифікує себе як бісексуалка.

## Нагороди та номінації
- 2010 CAVR — Debutante of the Year[9]
- 2012 AVN Award номінація — Best new starlet[10]
- 2012 AVN Award номінація — Best Three-Way Sex Scene (G/G/B) —  Slut Puppies 5 (2011) (V)[10]
- 2012 XRCO Award номінація — Best New Starlet[11]
- 2013 XBIZ Award номінація — Female Performer of the Year[12]
- 2013 XBIZ Award — Best Actress (Feature Movie) — Wasteland[13]
- 2013 XBIZ Award — Best Scene (Feature Movie) — Wasteland (з Лілі Лейбоу, Міком Блю, Рамоном Номаром, Девідом Перрі та Тоні Рібасом)[13]
- 2013 AVN Award — Best Actress of the Year — Wasteland[14]
- 2013 AVN Award номінація — Female Performer of the Year[15]